# Mond (rondworm)
De mond van een rondworm heeft drie of zes lippen, die vaak een reeks tanden aan hun binnenranden dragen. In de mondholte kan een al of niet holle stilet voorkomen, waarmee de rondworm een cel kan aanprikken om deze vervolgens met de holle stilet leeg te zuigen. De stilet is een geharde, uitstekende opening van de darm (spijsverteringskanaal). Aan de basis van de stilet zitten twee knobbels. Plantenparasitaire aaltjes, zoals Pratylenchus-soorten hebben een stilet. Ook kan er aan de binnenkant van de wang een 'tand'-achtige structuur zitten, waarmee de rondworm een opening in de cuticula van een insect kan maken, zoals bij Heterorhabditis bacteriophora. Op de lippen kunnen setae zitten, stijve, maar toch buigzame, haarvormige structuren. De vorm van de mond hangt af van het voedsel. Er worden vijf groepen rondwormen naar hun mondvorm onderscheiden: bacterivoor, fungivoor, plantenparasitaire aaltjes, predator en omnivoor.
De mondholte bestaat uit het cheilostoom, gevolgd door het protostoom en  met als achterste gedeelte het telostoom. Het cheilostoom is de lipholte direcht achter de mondopening. Het protostoom wordt van voor naar achteren weer onderverdeeld in het prostoom, het mesostoom en het metastoom.
Bij Pristionchus-soorten, zoals Pristionchus pacificus treedt dimorfisme in de monddelen op, waardoor deze rondwormen zich op verschillende voedselbronnen kunnen specialiseren. Een type met een kleine mond en een type met een grote mond met tanden.
Bij Pristionchus borbonicus komen afhankelijk van het aanwezige voedsel vijf verschillende mondtypen voor.

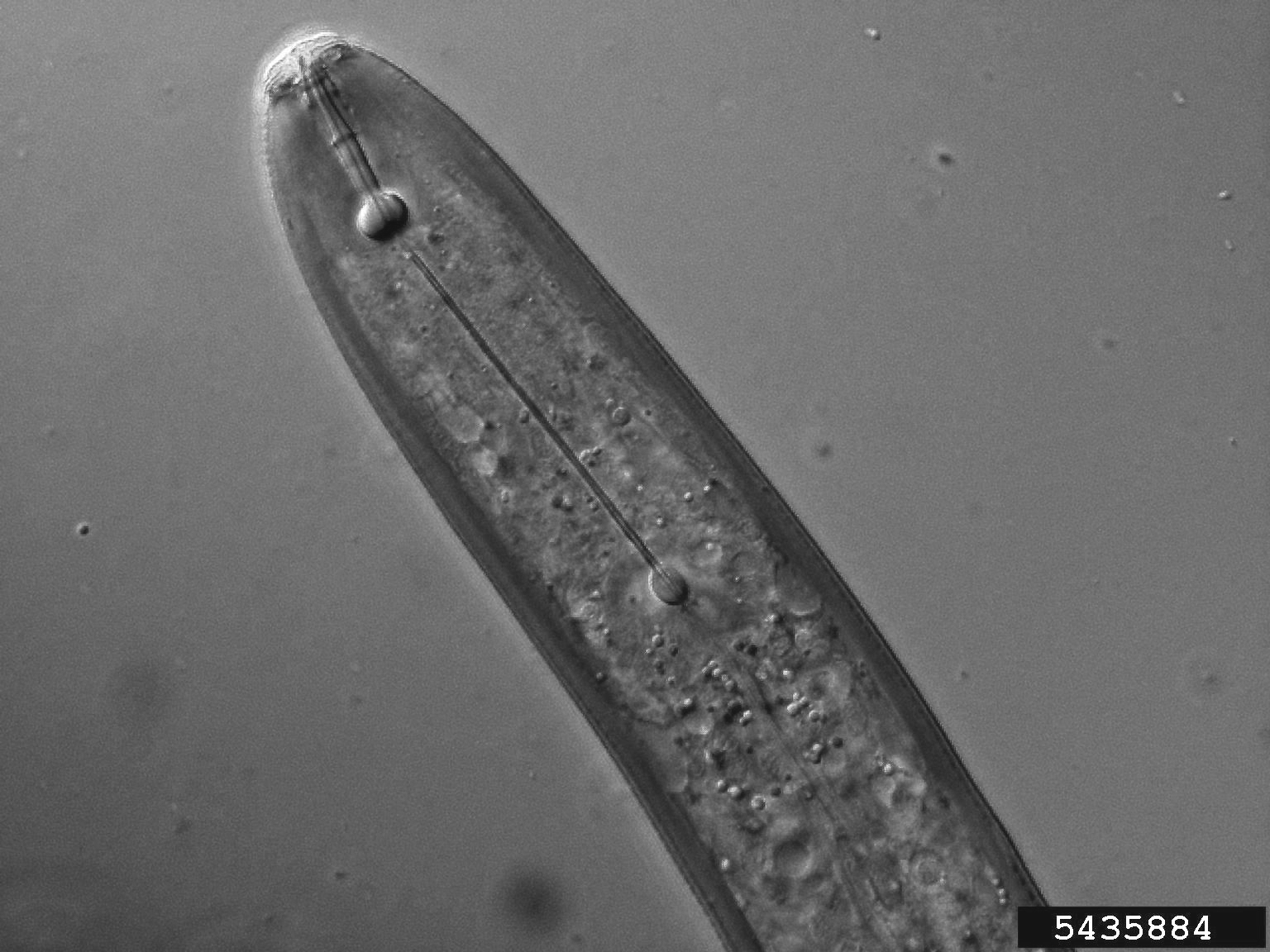
Stilet bij het plantenparasitaire aaltje Pratylenchus sp.
De mond van een hondenspoelworm. Afbeelding met een rasterelektronenmicroscoop.
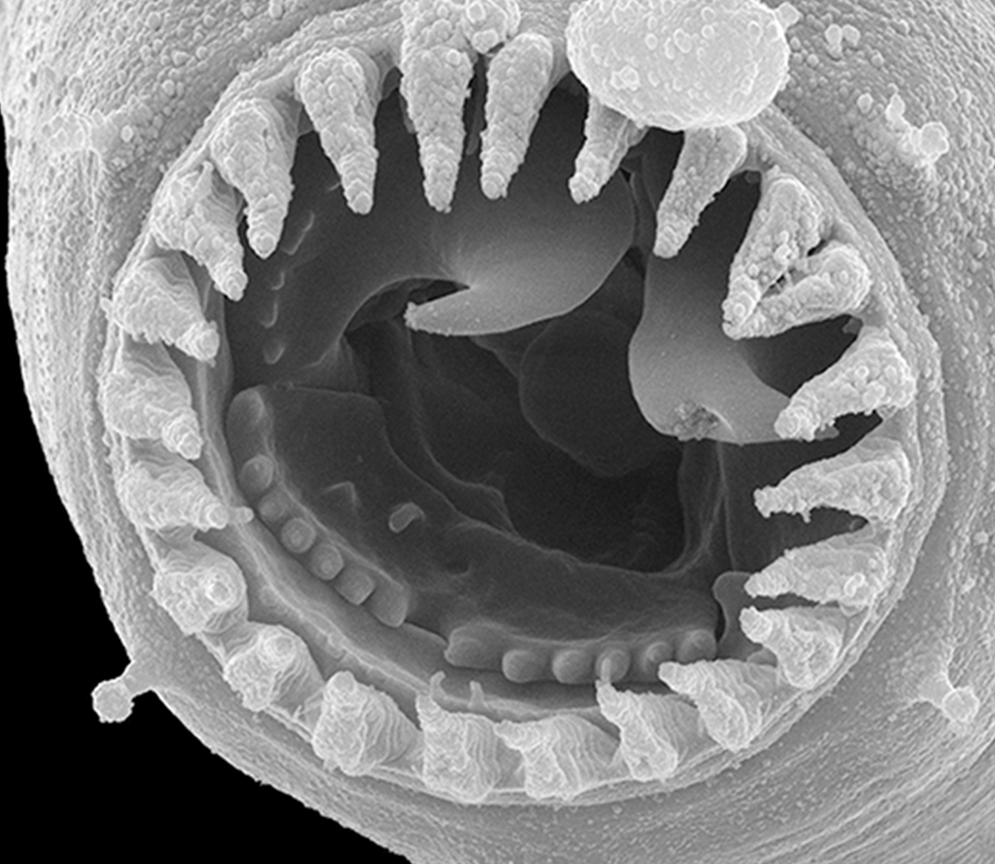
Mondopening met tanden van Parapristionchus giblindavisi
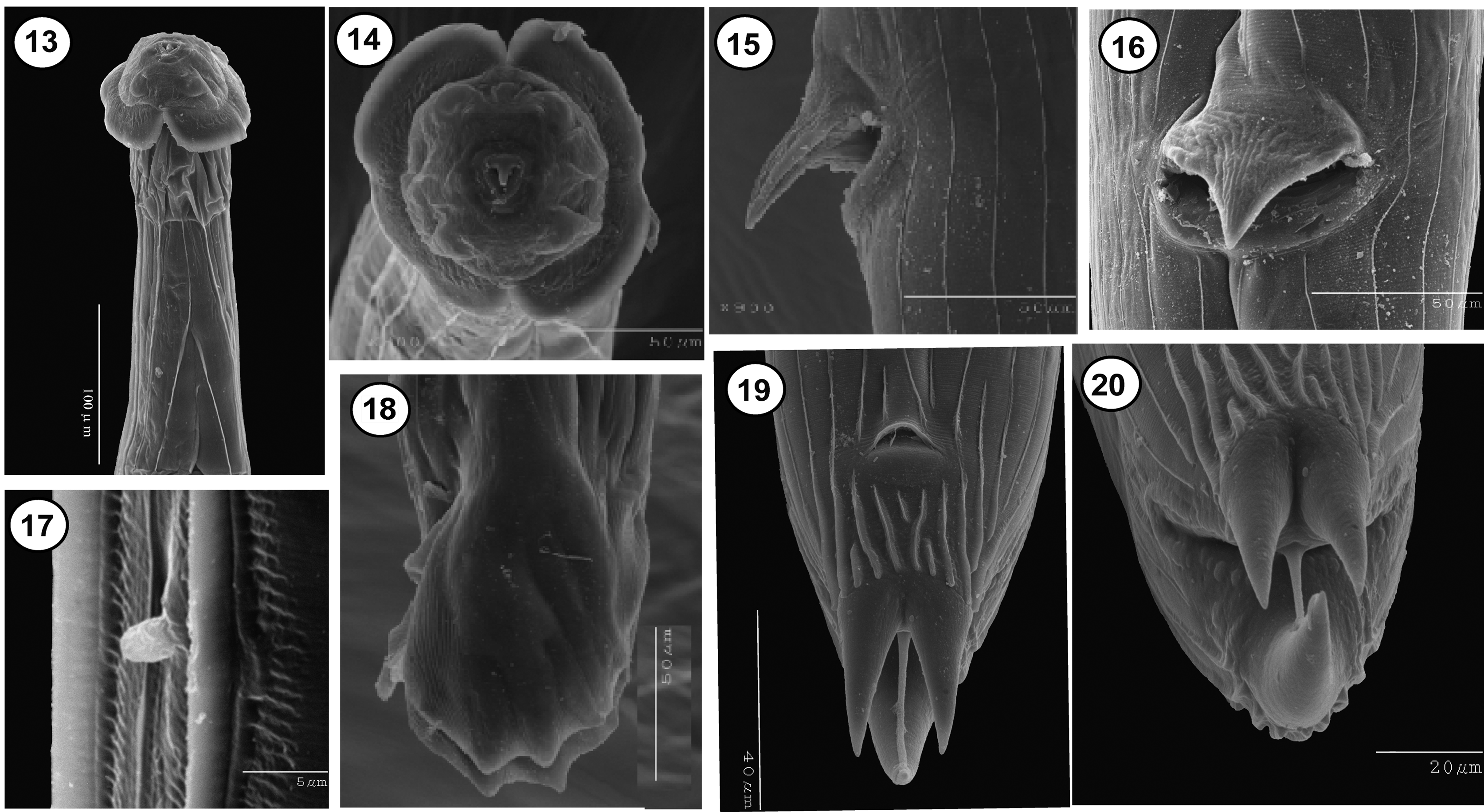
Lichaamsbouw van Torrestrongylus tetradorsalis. 14: Frontaalaanzicht met mondopening, papillen en amfide.
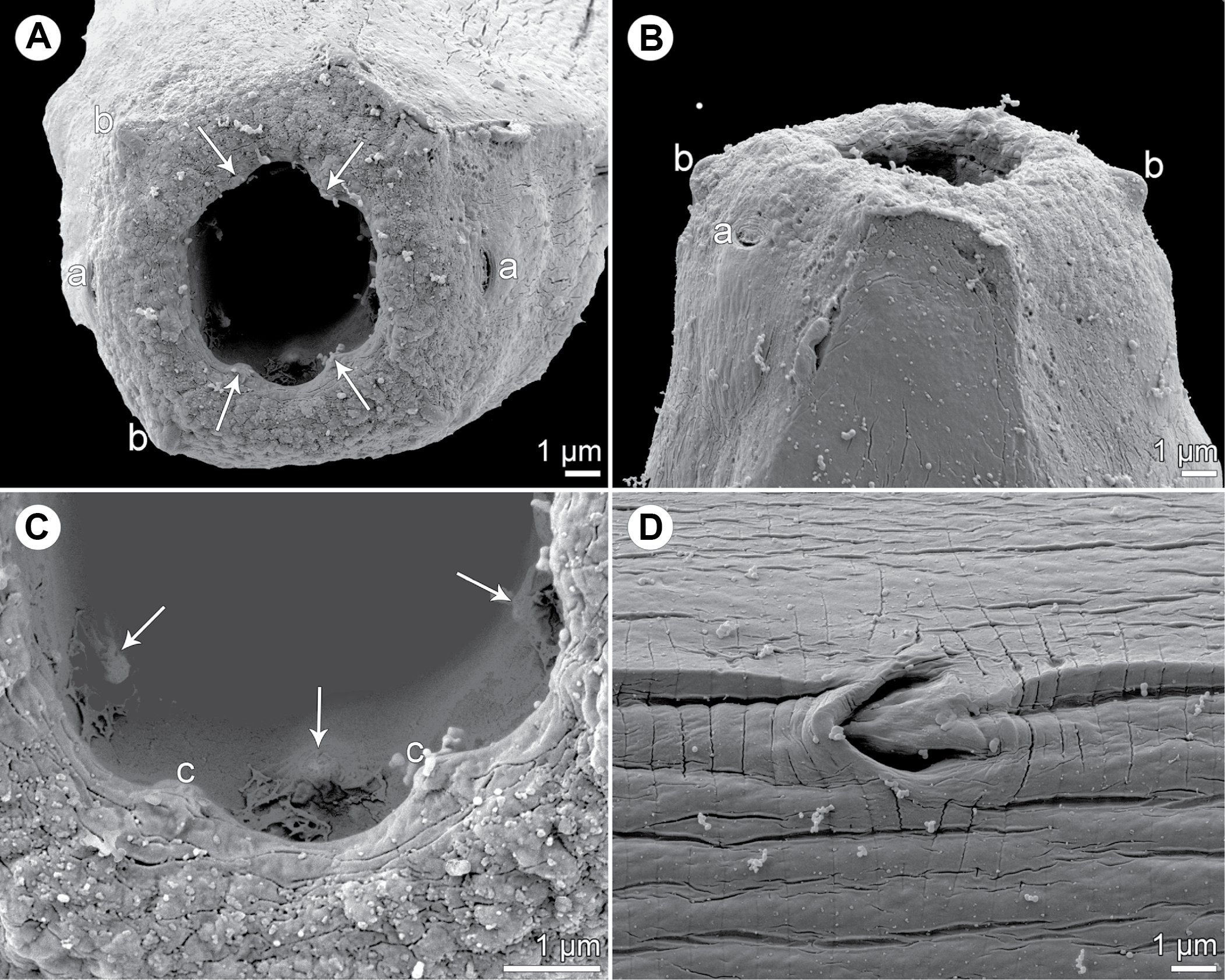
Johnstonmawsonia sp.-vrouwtje.  A, B: Mond. pijlen geven de onderlippen aan. C: Mond. pijlen geven de tanden aan. D: Excretie porie. a=amfide; b=papillen; c=sublabium (onderkaak).
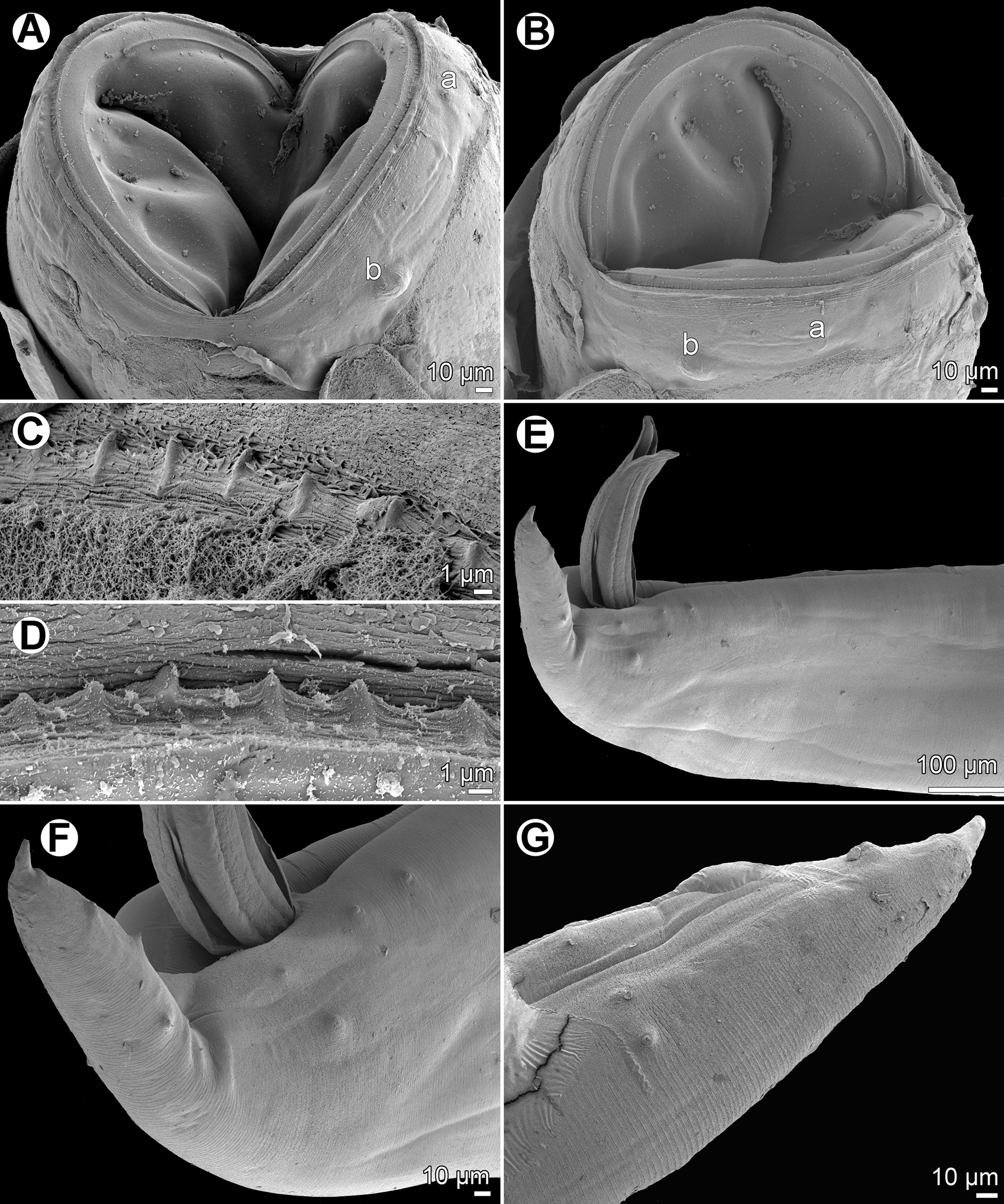
Cucullanus bulbosus. A en B: a=amfide, b=papil
Capillaria plectropomi A en B: Kop, dorsoventraal  en apicaal aanzicht, C: zelfde, apicaal aanzicht bij verschillende exemplaren. a, amfide; b, koppapillen van binnenste cirkel; c, koppapillen van buitenste cirkel; d, mannelijke dorsolaterale koplob; g, stilet; v, laterale koppapillen.
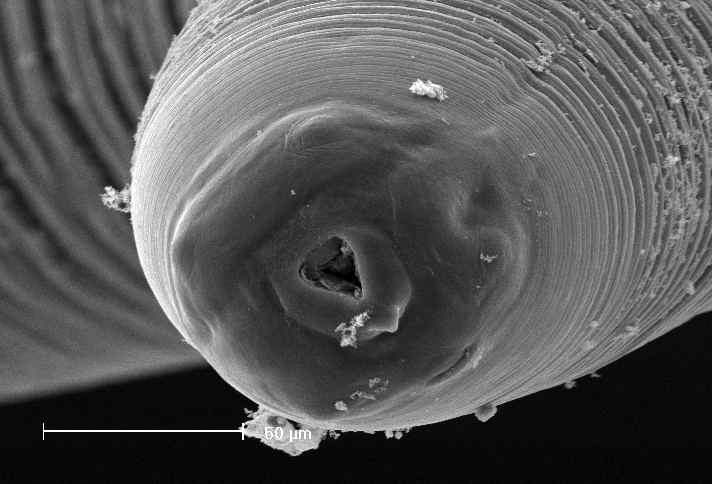
Mond van de haringworm